# Artur Mas
Artur Mas i Gavarró (Barcelona, 31 de janeiro de 1956) é um economista e político espanhol, de ideologia liberal, nacionalista e independentista catalã, presidente de Convergência Democrática da Catalunha (CDC). Foi o 129.º presidente da Generalidade da Catalunha, de 2010 até 2016, assim como presidente da federação de Convergência e União (CiU).
Foi conselheiro de Política Territorial e Obras Públicas (1995-1997), de Economia e Finanças de 1997 até 2001 e Conselheiro em Chefe de 2001 até 2004 da Generalidade da Catalunha. De 2004 até 2010 exerceu o cargo de Chefe da Oposição no Parlamento da Catalunha.

## Biografia

### Primeiros anos
Artur Mas nasceu em Barcelona a 31 de janeiro de 1956. Foi inscrito no registo civil como Arturo Mas, nome que alterou no ano 2000. É o mais velho de quatro irmãos, pertencente a uma família relacionada com a indústria têxtil de Sabadell e com a indústria metalúrgica do Poblenou.
Juan Mas Roig, bisavô do ex-presidente da Generalitat Artur Mas, era um capitão de um navio de transporte de escravos, que em 1844 transferiu 825 escravos da África para o Brasil. A família de Artur era uma das mais proeminentes no tráfico de escravos.   Mais de 150 famílias de Barcelona se enriqueceram pelo tráfico de escravos no século XIX. Uma parte dos antepassados daqueles que atualmente compõem as elites políticas e econômicas da Catalunha, estavam claramente relacionadas ao mundo da escravidão.
Domina o catalão, espanhol, francês e inglês, estes últimos idiomas devido aos estudos cursados no Liceu Francês de Barcelona e na Aula Escuela Europea. Posteriormente licenciou-se em Ciências Económicas e Empresariais pela Universidade de Barcelona.
Trabalhou, até aos 26 anos, em diferentes empresas do setor privado e no ano 1982 entrou no setor público como colaborador no Departamento de Comércio, Consumo e Turismo da Generalidade da Catalunha na promoção exterior e na captação de investimento estrangeiro para a Catalunha. Também em 1982 ingressou na CDC. Foi chefe do Serviço de Feiras e Diretor Geral de Promoção Comercial.
Artur Mas foi vereador do Ajuntamento de Barcelona (1987-1995) e é deputado no Parlamento da Catalunha desde 1995. Nesse mesmo ano foi nomeado conselheiro de Política Territorial e Obras Públicas do Governo de Jordi Pujol, cargo que ocupou até 1997, quando foi nomeado conselheiro de Economia e Finanças.

### Conselheiro em Chefe (Conseller en Cap)
A 17 de janeiro de 2001 deixou a conselharia de Economia para ser conselheiro em chefe (Conseller en Cap) – equivalente ao atual cargo de Conselheiro-Primeiro (Conseller Primer) – da Generalidade da Catalunha, cargo do qual tomou posse no dia seguinte e que ocupou até 18 de dezembro de 2004, quando foi nomeado presidente da Generalidade o socialista Pasqual Maragall.
Durante a sua etapa de Conselheiro viu-se envolto nos casos de corrupção denominados de 3 %, em referência às comissões que cobrava o seu partido por adjudicações públicas.
Nas eleições para o Parlamento da Catalunha de 16 de novembro de 2004 assumiu a candidatura da federação de Convergência e União que ficou em segundo lugar em número de votos atrás da candidatura do Partido dos Socialistas da Catalunha, liderada por Pasqual Maragall, embora a tenha superado em número de mandatos, devido ao sistema eleitoral existente na Catalunha. Na sequência destes resultados produziu-se a formação do governo catalão por parte do Partido dos Socialistas da Catalunha, Esquerda Republicana da Catalunha e Iniciativa pela Catalunha Verdes-Esquerda Alternativa, que alcançaram um acordo para formar governo sob a presidência de Pasqual Maragall, depois de mais de duas décadas ininterruptas de governos de Convergência e União.

### Chefe da Oposição
A 27 de maio de 2004 passou a ser chefe da oposição da Catalunha após a constituição do denominado pacto tripartit que levou à Presidência da Generalidade, Pasqual Maragall (PSC).

### Presidente da Generalidade da Catalunha

#### Primeiro mandato (2010-2012)
A 18 de janeiro de 2010 Artur Mas foi proclamado pela terceira vez consecutiva candidato de CiU à presidência da Generalidade para as eleições de 2010. A designação produziu-se num contexto em que todas as sondagens apontavam para um forte crescimento eleitoral da formação nacionalista.
A 28 de novembro de 2010, a sua formação obteve uma ampla vitória nas eleições para o Parlamento da Catalunha, com 46 % dos deputados da câmara (62 mandatos). Esta folgada vitória tornava evidente a ampla maioria parlamentar de CiU e o seu acesso ao Governo da Catalunha, assim como a eleição de Mas como presidente da Generalidade.
Havendo-se constituído o Parlamento, a 16 de dezembro de 2010, a presidente do Parlamento, Núria de Gispert, propôs-lo como candidato à presidência da Generalidade. No discurso de investidura de 20 de dezembro, Mas reivindicou um novo modelo de financiamento para a Catalunha como o grande repto para os próximos anos e logo proclamou a "transição nacional" da Catalunha baseada no direito a decidir.
Foi investido presidente da Generalidade da Catalunha, a 23 de dezembro de 2010, contando com os votos favoráveis do grupo parlamentar de Convergência e União (CiU), e a abstenção do grupo parlamentar do Partido dos Socialistas da Catalunha (PSC) numa segunda volta. Assumiu o cargo oficialmente a 27 de dezembro pela mão do seu antecessor José Montilla. No mesmo dia nomeou o seu Governo, que tomou posse a 29 de dezembro.
Em plena crise económica e de relação com o governo central, Mas estava à frente e com o apoio do partido CDC, inicia um viragem independentista a favor da autodeterminação da Catalunha.
A 25 de setembro de 2012, após uma massiva Diada à qual decidiu não participar, convoca as eleições ao Parlamento da Catalunha de 2012 para 25 de novembro, dois anos antes do previsto, após a impossibilidade de conseguir um melhor cenário político, assim como um mais justo pacto fiscal para a Catalunha (ao não conseguir acordos na reunião em Madrid com o presidente do Governo Mariano Rajoy) e articula o seu programa eleitoral em redor do soberanismo. Finalmente, a perda de 12 mandatos da formação interpretou-se – desde alguns setores – como um fracasso da aposta de CiU para ser o guia do processo soberanista na Catalunha.

#### Segundo mandato (2012-2016)

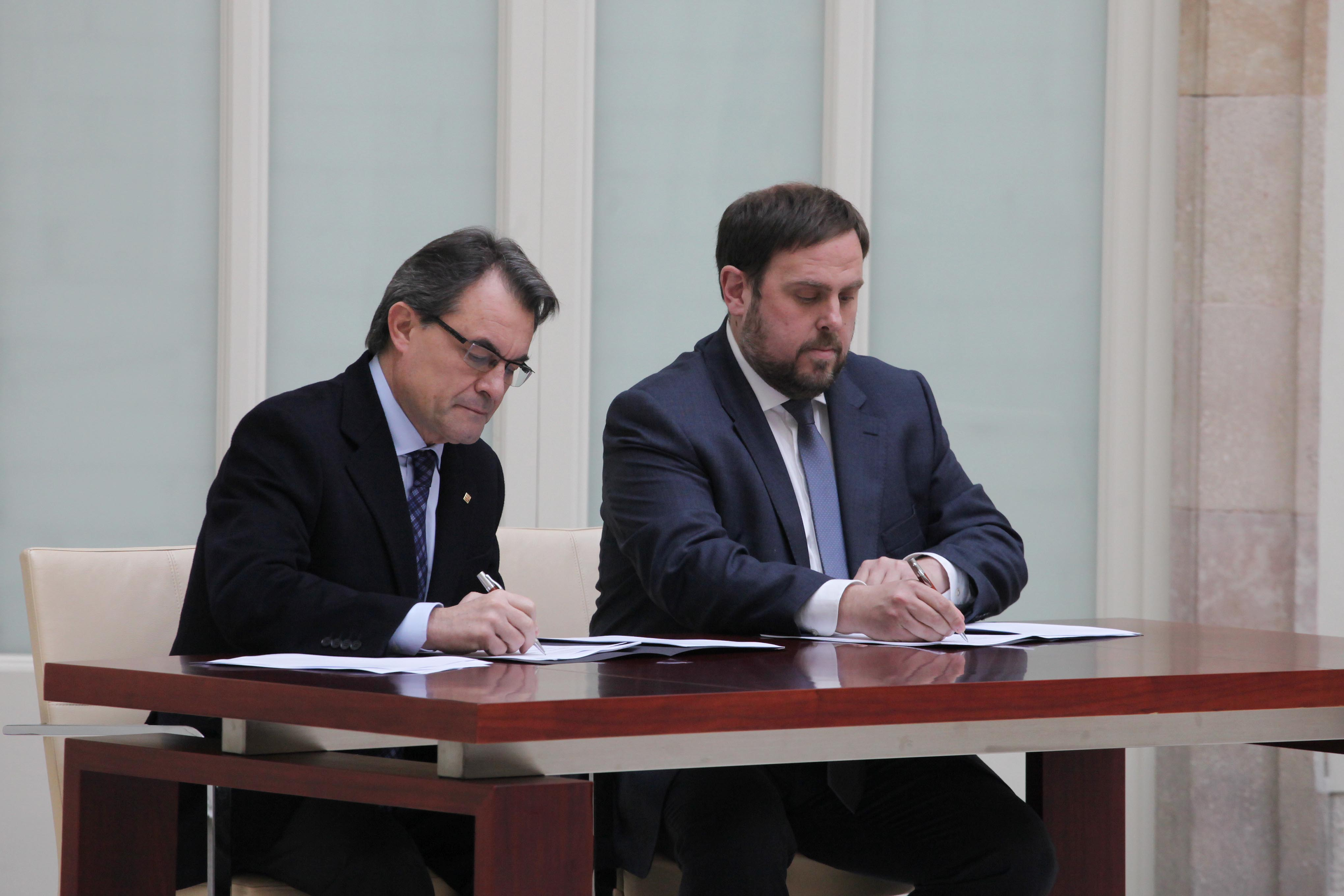
O Presidente da Generalidade da Catalunha Artur Mas e o Chefe da Oposição Oriol Junqueras, assinam o pacto de governabilidade 2012-2016 no dia 19 de dezembro de 2012.

As eleições, que elegeram o Parlamento da X legislatura, significaram para os candidatos de Convergência e União a perda de 90.489 votos. Apesar de ganhar as eleições, obteve 50 deputados em 135 totais, menos 12 do que anteriormente, numa eleição com uma participação inédita de 70% do eleitorado. Uma vez constituída a câmara catalã, a reeleita presidente do Parlamento, Núria de Gispert, propôs-lo de novo como candidato a presidir à Generalidade, a 18 de dezembro.
Foi investido pela segunda vez Presidente da Generalidade da Catalunha a 21 de dezembro de 2012 por 71 votos a favor (CiU e ERC) e 63 em contra (PSC, PP, ICV-EUiA, Cidadãos e CUP). A 24 de dezembro tomou posse do cargo no Palácio da Generalidade da Catalunha.
Os cortes e o limite do défice público impostos pelo governo espanhol provocaram a prorrogação do orçamento para o ano de 2012. Convocou a consulta sobre a independência para 9 de novembro de 2014 e a 25 de novembro propôs a criação de uma lista combinada de partidos políticos, sociedade civil e profissionais (especialistas reconhecidos) a favor do sim para as eleições que conduziu, em boa parte, ao anúncio de 14 de janeiro de 2015 de um acordo com ERC e outras entidades soberanistas de convocar eleições para 27 de setembro de 2015.
A 9 de janeiro de 2016, mediante um acordo de Juntos pelo Sim e de CUP, anunciou que seria substituído como presidente da Generalidade por Carles Puigdemont.

## Abordagem pessoal em relação à Catalunha
Quando o Estatuto de Autonomia da Catalunha de 2006 passou pelo Congresso, reconheceu-se como nacionalista "tolerante e moderno" mas integrado no conjunto de Espanha. Embora, posteriormente, tenha dita que num hipotético referendo soberanista, votaria a favor. Após sentença do Tribunal Constitucional em 2010 que declarou vários artigos do Estatuto inconstitucionais, declarou-se partidário do direito da Catalunha a decidir o seu futuro, que é, segundo as suas palavras, definitivamente "o direito de todo povo à autodeterminação".

## Cargos desempenhados
- Vereador do Ajuntamento de Barcelona (1987-1995).[33]
- Deputado provincial na Deputação de Barcelona (1991-1995).[34]
- Deputado por Barcelona na V,[34] VI,[35] VII,[36] VIII,[37] IX[38] e na X[39] legislatura do Parlamento da Catalunha.
- Conselheiro de Política Territorial e Obras Públicas. (1995-1997)
- Conselheiro de Economia e Finanças. (1997-2001)
- Secretário geral de CDC. (Desde 2000)
- Conselheiro em Chefe (Conseller en Cap) da Generalidade da Catalunha. (2001-2003)
- Presidente de CiU. (2001-2015)
- Chefe da Oposição da Catalunha. (2004-2010)
- Presidente da Generalidade da Catalunha. (2010-2016)
- Presidente de CDC. (Desde 2012)